# نعومة دالة

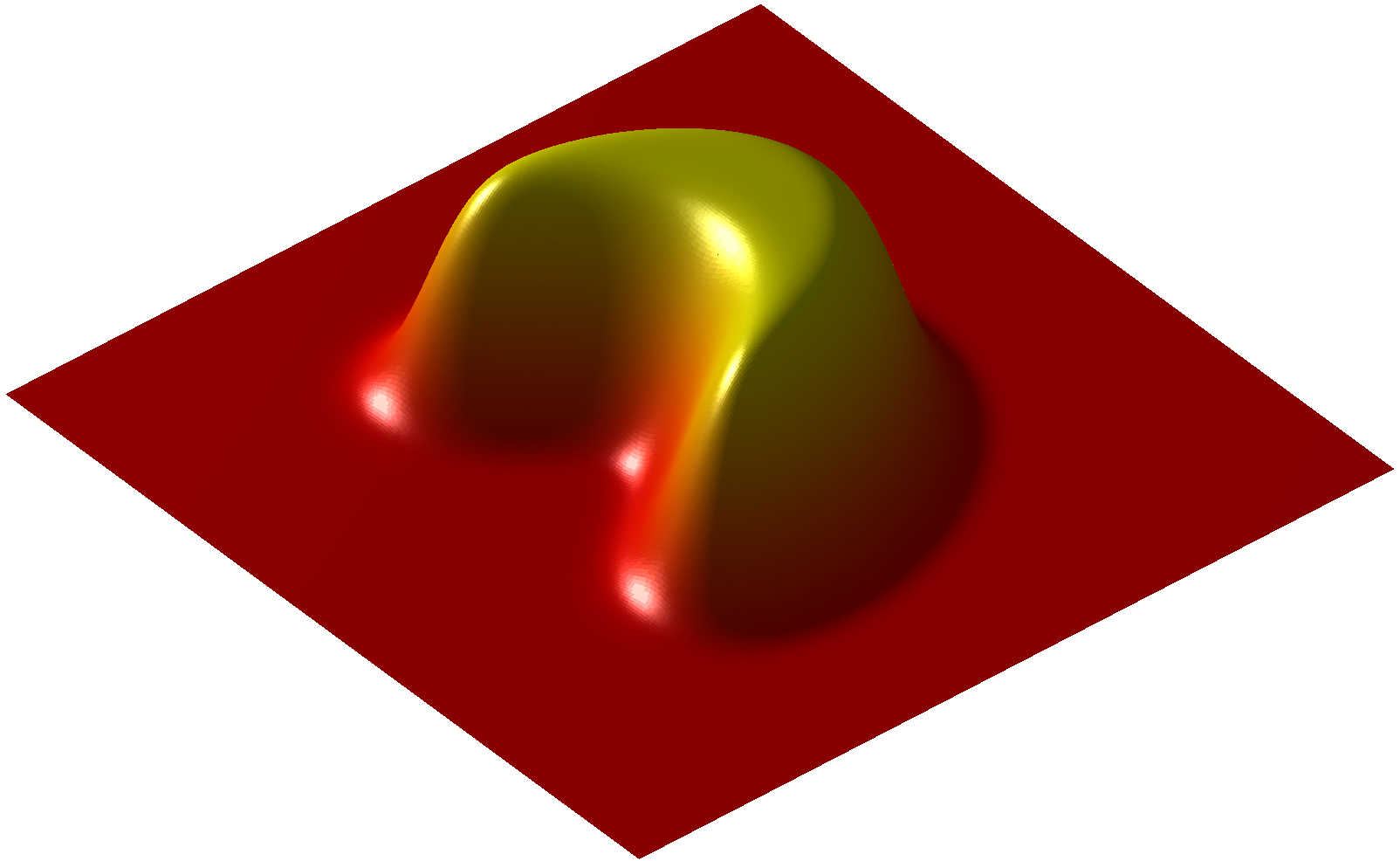
مثال لدالة ناعمة رتبتها بحامل متراص

درجة قابلية الاشتقاق دالة معينة (بالإنجليزية: Differentiability Class)‏ وتعرف أيضا بنعومة الدالة (بالإنجليزية: Smoothness)، أو رتبة الانتظام في المراجع الفرنسية (Classe de régularité)، هي خاصية في التحليل الرياضي لوصف دوال تقبل اشتقاقات متتالية إلى رتبة معينة وتكون متصلة.
الدالة التي تحقق هذه الخاصية (إلى ما لانهاية من الرتب) تسمى بالدالة الناعمة وفي المراجع الفرنسية بالدالة الملساء أو المنتظمة.

## تعريف
باعتبار مجال {\displaystyle J\subset \mathbb {R} } وعدد صحيح {\displaystyle k\geq 1}، تعرف فضاءات الدوال التالية:
- {\displaystyle {\mathcal {C}}^{0}(J,\mathbb {R} )}: مجموعة الدوال المتصلة من {\displaystyle J} نحو {\displaystyle \mathbb {R} }.
- {\displaystyle {\mathcal {D}}^{k}(J,\mathbb {R} )}: مجموعة الدوال من {\displaystyle J} نحو {\displaystyle \mathbb {R} } القابلة للاشتقاق حتى الرتبة {\displaystyle k}.
- {\displaystyle {\mathcal {C}}^{k}(J,\mathbb {R} )}: جزء {\displaystyle {\mathcal {D}}^{k}(J,\mathbb {R} )} المكون من الدوال القابلة للاشتقاق حتى الرتبة {\displaystyle k} ومشتقاتها من هذه الرتبة متصلة.
- {\displaystyle {\mathcal {C}}^{\infty }(J,\mathbb {R} )} (وهي تكافئ {\displaystyle {\mathcal {D}}^{\infty }(J,\mathbb {R} )}): مجموعة الدوال من {\displaystyle J} نحو {\displaystyle \mathbb {R} } القابلة للاشتقاق إلى ما لا نهاية، وهي تعرف بالدوال الملساء أو المنتظمة.

كل مجموعة من هذه المجموعات جبر على حقل وهي بالتالي فضاءات متجهية على {\displaystyle \mathbb {R} }.
بما أن قابلية الاشتقاق تستلزم الاتصال فإن هذه المجموعات تحقق تراتبية التضمين التالية:
{\displaystyle {\mathcal {C}}^{0}(J)\supset {\mathcal {D}}^{1}(J)\supset {\mathcal {C}}^{1}(J)\supset {\mathcal {D}}^{2}(J)\supset {\mathcal {C}}^{2}(J)\supset \cdots \supset {\mathcal {D}}^{k}(J)\supset {\mathcal {C}}^{k}(J)\supset \cdots \supset {\mathcal {C}}^{\infty }(J)}

### حالة الدوال المتعددة التعريف
في حالة الدوال المتعددة التعريف، تعرف المجموعات التالية:
- {\displaystyle {\mathcal {C}}_{I}^{0}(J)}: مجموعة الدوال المتعددة التعريف.
- {\displaystyle {\mathcal {C}}_{I}^{k}(J)}: جزء {\displaystyle {\mathcal {D}}^{k}(J,\mathbb {R} )} المكون من دوال تكون مشتقاتها من الرتبة {\displaystyle k} متصلة على قطع.
- {\displaystyle {\mathcal {C}}_{0}^{k}(J)}: جزء من {\displaystyle {\mathcal {C}}^{k}(J,\mathbb {R} )} مكون من الدوال ذوات الحوامل المتراصة ضمن مجموعة مفتوحة في {\displaystyle J}.
- {\displaystyle {\mathcal {C}}_{0}^{\infty }(J)}: جزء من {\displaystyle {\mathcal {C}}^{\infty }(J,\mathbb {R} )} مكون من الدوال ذوات الحوامل المتراصة ضمن مجموعة مفتوحة في {\displaystyle J}.

هذه المجموعات تحقق تراتبية التضمين التالية:
{\displaystyle {\mathcal {D}}^{k}(J)\supset {\mathcal {C}}_{I}^{k}(J)\supset {\mathcal {C}}^{k}(J)\supset {\mathcal {C}}_{0}^{k}(J).}

## أمثلة
الدالة مقلوب هي دالة ناعمة لأن لها عدد غير منته من المشتقات.
{\displaystyle f(x)=\left({\frac {1}{x}}\right)}
{\displaystyle f'(x)=\left({\frac {-1}{x^{2}}}\right)}
{\displaystyle f''(x)=\left({\frac {2}{x^{3}}}\right)}
ثم تستمر المشتقات إلى {\displaystyle +\infty }